# Wassili Wiktorowitsch Filippow

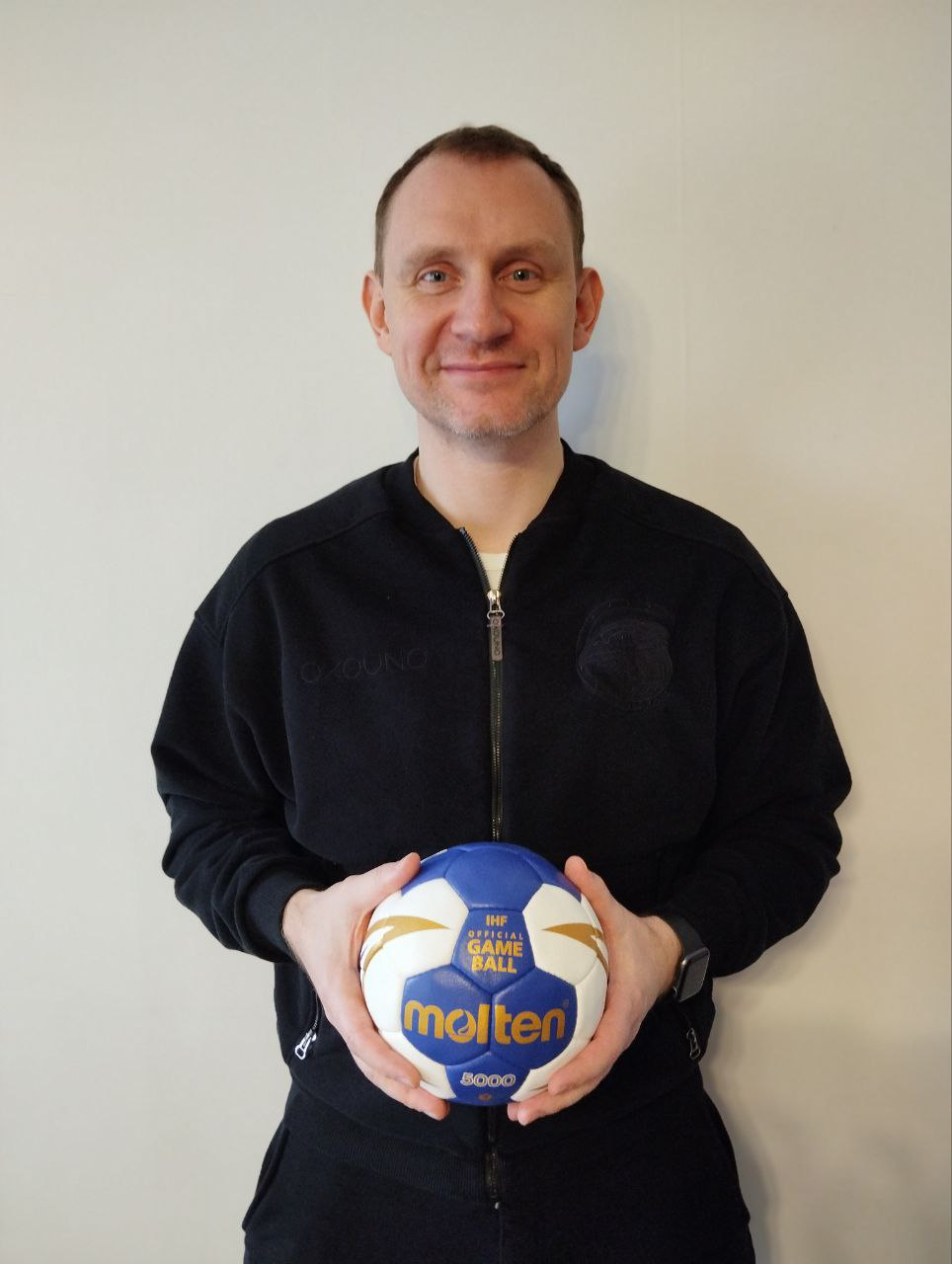
Wassili Filippow (2024)

Wassili Wiktorowitsch Filippow (russisch Василий Викторович Филиппов; * 18. Januar 1981 in Moskau, Russische SFSR, Sowjetunion) ist ein ehemaliger russischer Handballspieler, der aktuell als Handballtrainer tätig ist.
Der 1,83 Meter große und 87 Kilogramm schwere mittlere Rückraumspieler begann beim Klub Kunzewo Moskau mit dem Handball und stand bei Medwedi Tschechow seit dessen Gründung 2001 unter Vertrag. Mit diesem Verein wurde er von 2002 bis 2013 zwölfmal Meister Russlands und spielte in den Spielzeiten 2000/2001 bis 2012/2013 in der EHF Champions League und 2005/2006 im Europapokal der Pokalsieger. Nach der Saison 2012/13 beendete er seine Karriere. 
Filippow gewann im Jahr 2001 mit Russland die U-21-Weltmeisterschaft. 2004 wurde er mit der russischen Mannschaft Studentenweltmeister.
Wassili Filippow erzielte in 101 Länderspielen für die russische Nationalmannschaft 227 Tore (Stand: Januar 2012) und spielte bei den Olympischen Sommerspielen 2008 in Peking, bei der Weltmeisterschaft 2009, bei den Europameisterschaften 2010 und 2012.
Im Sommer 2017 übernahm Filippow das Traineramt des russischen Erstligisten GK Spartak Moskau.
Filippow absolvierte 2004 sein Studium an der Russischen Staatsuniversität für Körperkultur. Er ist verheiratet und hat ein Kind.